# چهارشنبه خونین (لهستان)

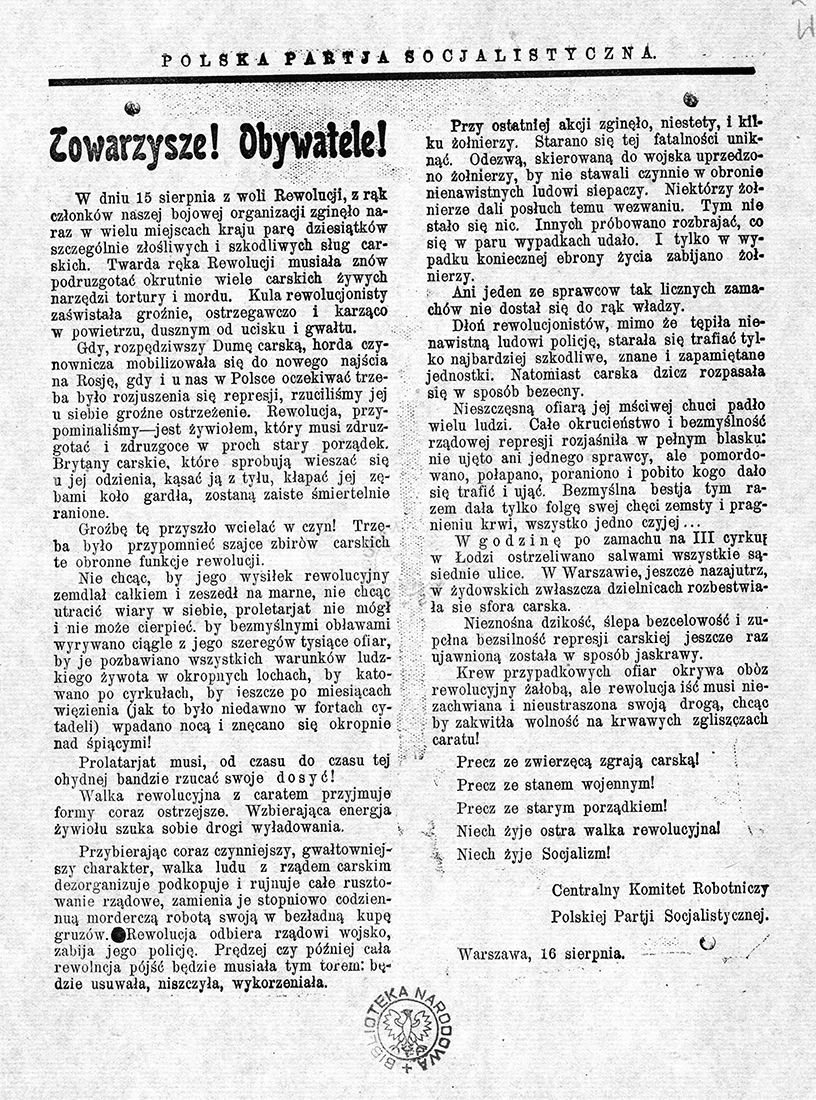
اعلامیه ای که توسط حزب سوسیالیست لهستان پس از چهارشنبه خونین 16 آگوست 1906 صادر شد.

چهارشنبه خونین (لهستانی: Krwawa środa) به رویدادهای ۱۵ اوت ۱۹۰۶ در پادشاهی لهستان اشاره دارد که طی آن سازمان مبارزه حزب سوسیالیست لهستانی، مجموعه‌ای از حملاتی را علیه روسیه، در درجه اول علیه افسران پلیس و خبرچین‌ها انجام داد. این حملات در دوران انقلاب در پادشاهی لهستان (۱۹۰۵–۱۹۰۷) رخ داد و یکی از بزرگ‌ترین اقدامات در تاریخ این حزب به‌شمار می‌رود.

## رویدادها
هدف سازمان مبارزه حزب سوسیالیست لهستان (OB PPS) این بود که سرکوب را متوقف ساخته و زمینه‌های انقلاب را ایجاد نماید و قدرت خود را به دولت روسیه نشان دهد. به همین دلیل مجموعه‌ای از حملات همزمان علیه مقامات روسیه، به ویژه پلیس‌ها، را در بخش لهستان و در ۱۵ اوت ۱۹۰۶ سازمان داد.
حدوداً ۱۰۰ عملیات تهاجمی در ۲۰–۱۸ شهر گزارش شده‌است. منابع مختلف تعداد تلفات متفاوتی را گزارش کرده‌اند؛ و بین ۱۹ تا ۸۰ کشته در میان مقامات روسیه (به‌طور عمده پلیس) و خبرچین‌ها و ۴۳ یا ۶۹ زخمی گزارش شده‌است. تنها در ورشو «بیش از ۱۰۰ تلفات غیرنظامی» گزارش شده، و منبع دیگری از ۵۰ کشته و ۱۰۰ مجروح از نیروهای پلیس روسیه گزارش داده‌است. دریکی از عملیات‌ها به فرماندهی هنریک بارون به اداره پلیس روسیه حمله شد که منجر به وحشت در نیروی دریایی روسیه گردید و همچنین منجر به قیام و عقب‌نشینی برخی از واحدهای نظامی از شهر شد. همزمان با تظاهرات در میدان گرزیوبوسکی یک گروه ۲۵ نفره از این حزب با حمله بزرگی به ایستگاه پلیس لودز (Łódź)، آن را در هم شکسته و چند خودروی پلیس را منهدم کرد.

## پیامد
سه روز بعد، در ۱۸ اوت ۱۹۰۶، واندا (Krahelska-Filipowicz) یکی از زنان فعال این حزب، تلاش کرد تا ژنرال ژورگی اسکالون، فرماندار روسی ورشو را ترور کند.
اعضای حزب روی این عملیات اتفاق نظر نداشتند؛ از جمله یوزف پیلسودسکی مخالف آن بود. همچنین دیگر سازمان‌های میانه‌رو مانند سوسیال دموکراسی پادشاهی لهستان، لیتوانی و بوند نیز دید انتقادی نسبت به این عملیات داشتند. واکنش روسیه موج جدیدی از دستگیری و آزار و اذیت فعالان ضد دولتی به همراه داشت.
این اقدامات از جمله فعالیت‌های شناخته شده سازمان مبارزه با حزب سوسیالیست لهستان در میان بزرگترین رویدادهای تروریستی در تاریخ این حزب می‌باشد و نقطه عطفی در فعالیت‌های آن بحساب می‌آید.